# Tovarné
Tovarné (1965–1973 „Továrne“; ungarisch Tavarna) ist eine Gemeinde im Osten der Slowakei mit 977 Einwohnern (Stand 31. Dezember 2024), die im Okres Vranov nad Topľou, einem Teil des Prešovský kraj, liegt und zur traditionellen Landschaft Zemplín gehört.

## Geographie
Die Gemeinde befindet sich am Nordrand des Ostslowakischen Tieflands, das hier in die Niederen Beskiden übergeht. Sie liegt am rechten Ufer der Ondavka, die hier einen Zufluss nimmt und kurz danach selbst in die Ondava mündet. Das Ortszentrum liegt auf einer Höhe von 140 m n.m. und ist zehn Kilometer von Vranov nad Topľou entfernt.
Nachbargemeinden sind Ondavské Matiašovce und Štefanovce im Norden, Hudcovce im Osten, Tovarnianska Polianka im Südosten, Kladzany im Süden und Sedliská im Westen.

## Geschichte

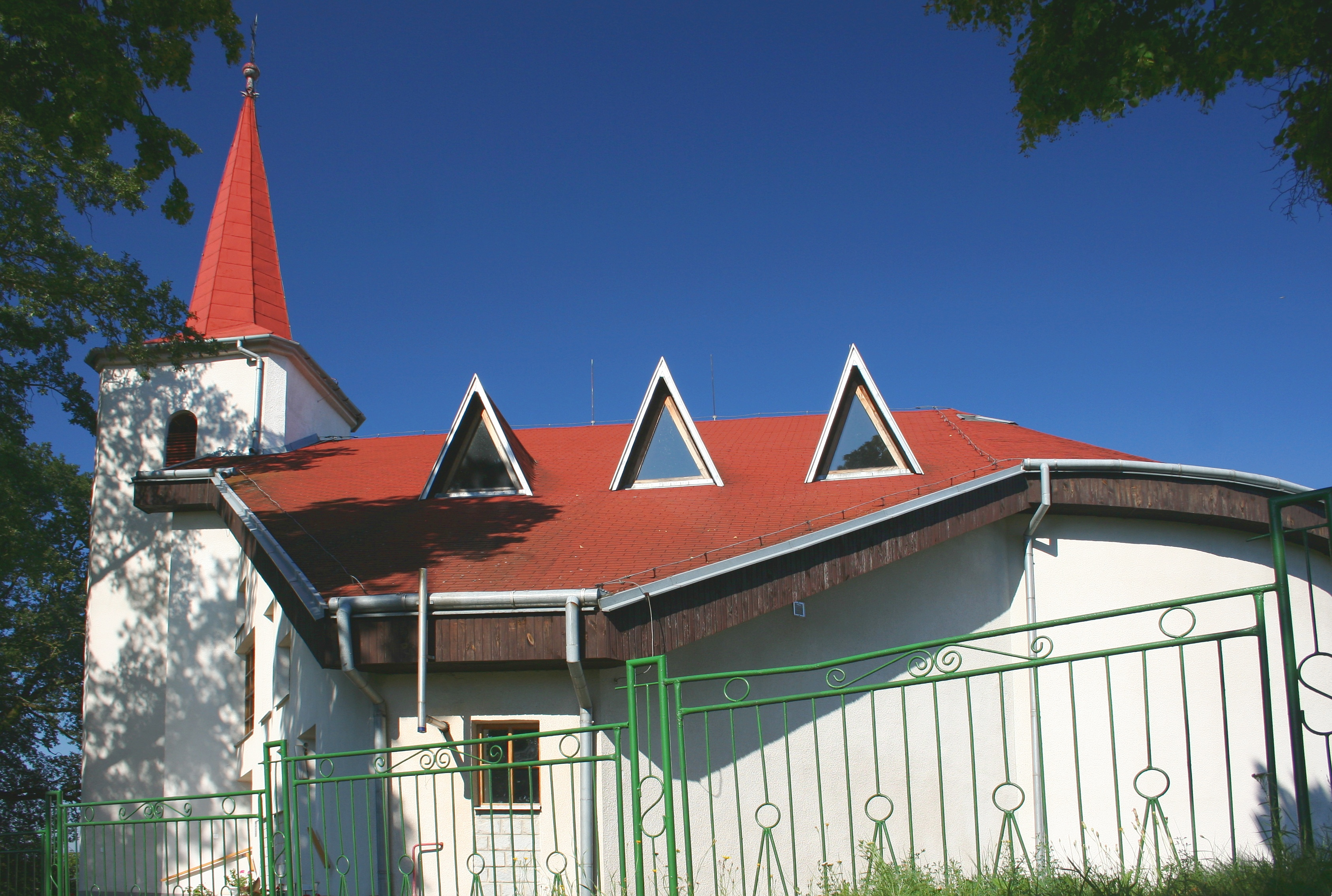
Kirche von Tovarné

Der Ort wurde zum ersten Mal 1479 als Thavarna (andere Quellen sprechen schon über das Jahr 1215) schriftlich erwähnt und war Teil des Herrschaftsguts von Humenné und somit auch Besitz des Geschlechts Drugeth. 1598 kam ein Teil zum Geschlecht Révay und im 17. Jahrhundert der ganze Ort zur Familie Hadik-Barkóczy. 1557 hatte das Dorf insgesamt acht Porta, 1715 18 verlassene und neun bewohnte Haushalte. Tovarné litt bei einem Erdbeben im Jahr 1778, in dem u. a. das Landschloss einstürzte. 1828 zählte man 61 Häuser und 462 Einwohner, die von Landwirtschaft und Obstbau lebten. 1832 wurde das Landschloss, diesmal im klassizistischen Stil, wieder gebaut und 1851 um Flügel ergänzt.
Bis 1918 gehörte der im Komitat Semplin liegende Ort zum Königreich Ungarn und kam danach zur Tschechoslowakei beziehungsweise heute Slowakei. Im Zweiten Weltkrieg wurde Tovarné während der Kampfhandlungen in der Slowakei zerstört; das Landschloss wurde nach dem Krieg nicht wieder errichtet.

## Bevölkerung
| Jahr                | 1994 | 2004    | 2014    | 2024    |
| ------------------- | ---- | ------- | ------- | ------- |
| Anzahl der Personen | 1056 | 1090    | 999     | 977     |
| Unterschied         |      | +3,21 % | −8,34 % | −2,20 % |

| Jahr                | 2023 | 2024 |
| ------------------- | ---- | ---- |
| Anzahl der Personen | 977  | 977  |
| Unterschied         |      | +0 % |

Nach der Volkszählung 2011 wohnten in Tovarné 1042 Einwohner, davon 985 Slowaken, elf Russinen, sieben Ukrainer, sechs Roma, drei Tschechen und jeweils ein Magyare und Russe. 28 Einwohner machten diesbezüglich keine Angabe. 770 Einwohner bekannten sich zur römisch-katholischen Kirche, 159 Einwohner zur griechisch-katholischen Kirche, 29 Einwohner zur evangelischen Kirche A. B. und 22 Einwohner zur orthodoxen Kirche. 16 Einwohner waren konfessionslos und bei 46 Einwohnern wurde die Konfession nicht ermittelt.

## Bauwerke
- römisch-katholische Josefskirche im klassizistischen Stil aus dem Jahr 1794